# 光石富士朗
光石 富士朗（みついし ふじろう、1963年12月9日 - ）は、日本の映画監督、脚本家、演出家。東京都出身。

## 経歴
日本大学第三高等学校、日本大学文理学部社会学科卒業。大学を卒業後、廣木隆一、神代辰巳らの助監督を務め、プロの現場で活動を始める。2002年の映画『おぎゃあ。』では、予期せぬ妊娠をした少女が母親になるまでの過程を爽やかに描き出し「遊び心があり、革新的でエネルギーに満ち、現実とファンタジーの融合に成功した稀有な作品」と絶賛され、ハワイ国際映画祭でネットパック特別賞（最優秀アジア映画賞）を受賞。その他の主な監督作品に『富江 replay』、『M-1グランプリへの道 まっすぐいこおぜ!』などがある。2008年に東京国際映画祭日本映画ある視点部門で発表された『大阪ハムレット』では、同作品に出演した岸部一徳が特別賞を受賞した。
脚本家としても活動しており、オリジナルシナリオ『さなぎ寝たまま』がサンダンス・NHK映像作家賞でセミファイナリストしてノミネートされている。
なお、片山右京（元F1ドライバー、現登山家）、立川志らく（落語家）、福王昭仁（読売ジャイアンツ2軍内野守備走塁コーチ）は日大三高の同期生。

## 作品

### 映画
- ノストラダムス滅亡録〜遺伝子の新世紀（1999年）
- 富江 replay（2000年）
- 大脱獄（2002年）
- おぎゃあ。（2002年）
- すてごろ・梶原三兄弟激動昭和史（2002年）
- 北海水滸伝　484ブルース～伝説・枯木のバラ～（2004年）
- M-1グランプリへの道 まっすぐいこおぜ!（2004年）
- 恋愛適齢期 恋に落ちた熟女（2005年）
- 大阪ハムレット（2009年）
- はさみ hasami（2012年）

### ドキュメンタリー
- ダライ・ラマ14世（2014年）

### DVD
- 卒業〜AKB48 小野恵令奈 4年半の真実〜（2010年）

### 出演
- 実録・連合赤軍 あさま山荘への道程（2006年、若松孝二監督）